# Championnat d'Australie féminin de volley-ball
Le Championnat d'Australie de volley-ball féminin appelé, Women's Australian Volleyball League (AVL), est la plus importante compétition nationale organisé par la Fédération australienne de volley-ball (Australian Volleyball Federation, AVF), il a été créé en 1998.

## Palmarès
| Année | Champion                          | Finaliste                                 | Troisième                       |
| ----- | --------------------------------- | ----------------------------------------- | ------------------------------- |
| 1998  | Australian Institute of Sport     | Adelaide Mt Lofty                         | Melbourne Falcons               |
| 1999  | CIT Canberra Cougars              | Melbourne Falcons                         | Cenovis Adelaide                |
| 2000  | Canberra Cougars                  | Queensland Pirates                        |                                 |
| 2001  | Melbourne Falcons                 | University of Technology Sydney           | Mount Lofty                     |
| 2002  | Mt Lofty Centacare Rangers        | Melbourne Falcons                         | University of Technology Sydney |
| 2003  | Western Australia                 | Australian Institute of Sport             | University of Technology Sydney |
| 2004  | Australian Institute of Sport     | Sydney University Lions                   | Melbourne Falcons               |
| 2005  | USC Adelaide Lion                 | Canberra Heat                             | Melbourne Falcons               |
| 2006  | Mt Lofty Rangers                  | Kumho Sydney Lions                        | University of Technology Sydney |
| 2007  | Melbourne Monash University Blues | UTSSU                                     | Centacare Adelaide Rangers      |
| 2008  | UTSSU                             | University Blues                          | Queensland Pirates              |
| 2009  | Western Australian Pearls         | University Blues                          | Volleyball SA                   |
| 2010  | Western Australian Pearls         | University Blues                          | UTSSU                           |
| 2011  | Western Australian Pearls         | South Australia                           | University Blues                |
| 2012  | Queensland Pirates                | Victorian Volleyball Academy              | WA Pearls                       |
| 2013  | University Blues                  | WA Pearls                                 | Victorian Volleyball Academy    |
| 2014  | University Blues                  | UTSSU                                     | Queensland Pirates              |
| 2015  | University Blues                  | UTSSU                                     | Victorian Volleyball Academy    |
| 2016  | University Blues                  | Queensland Pirates                        | Sydney Amazons                  |
| 2017  | University Blues                  | WA Pearls                                 | Queensland Pirates              |
| 2018  | University Blues                  | Volleyball Australia Centre of Excellence | Canberra Heat                   |
| 2019  | Melbourne Vipers                  | Queensland Pirates                        | Adelaide Storm                  |